# Jan Ketz
Jan Kazimierz Ketz (do 1919 Kätz; ur. 17 lutego 1907 w Krakowie, zm. 1 sierpnia 1983 w Krakowie) – polski sportowiec, piłkarz nożny i ręczny oraz lekkoatleta i tenisista, żołnierz, uczestnik kampanii wrześniowej.
Urodził się 17 lutego 1907 w Krakowie. Do 1925 roku występował w drużynie Orlęta Kraków. W 1926 został zawodnikiem Wisły Kraków. W tym samym roku wystąpił w Pucharze Polski i zdobył go. W latach 1928–1930 wystąpił w 18 spotkaniach ligowych. Jako napastnik w 10 spotkaniach ligowych strzelił 7 bramek. W latach 1930–1932 był zawodnikiem WKS 9 pac Siedlce. Od 1932 do 1939 reprezentował barwy Warszawianki. W czasie okupacji grał w drużynie Jedność Żabiniec.
Po zakończeniu II wojny światowej był trenerem drużyn:  Stal Sosnowiec, Górnik Wałbrzych, 09 Mysłowice, Stal Rzeszów,  Resovia (1950), Hutnik Kraków, Stal Stalowa Wola, Lechia, Bielawianka, Metal Tarnów, Stal Kraśnik (1957 r.), Grębałowianka.
Został pochowany na cmentarzu Rakowickim w Krakowie (kwatera LXIV, rząd 11, grób 5)